# Ministerio de Seguridad Popular
El Ministerio de Seguridad Popular (Chosŏn'gŭl: 인민 보안부; Romanización revisada del coreano: Inmin Boanbu, Ministry of People's Security en inglés) es una agencia de seguridad y mantenimiento del orden público de Corea del Norte. Este ministerio opera bajo las órdenes de la Comisión de Asuntos Estatales de la República Popular Democrática de Corea. Aparte de realizar labores de vigilancia, la agencia se encarga de gestionar el sistema penitenciario norcoreano, monitorear y vigilar el sistema de distribución pública y proporcionar guardaespaldas a personas importantes.
El Ministerio de Seguridad Popular recopila información sobre actos irregulares, obtenida por sus confidentes en unas asociaciones de vecinos llamadas inminban (cuya función es coordinar la participación colectiva de sus miembros en actividades de mantenimiento del mobiliario e infraestructura urbanos, entre otras). Si el Ministerio considera que un caso es de naturaleza política, la investigación del mismo se transfiere al Departamento de Seguridad Estatal.